# Serralades Australianes

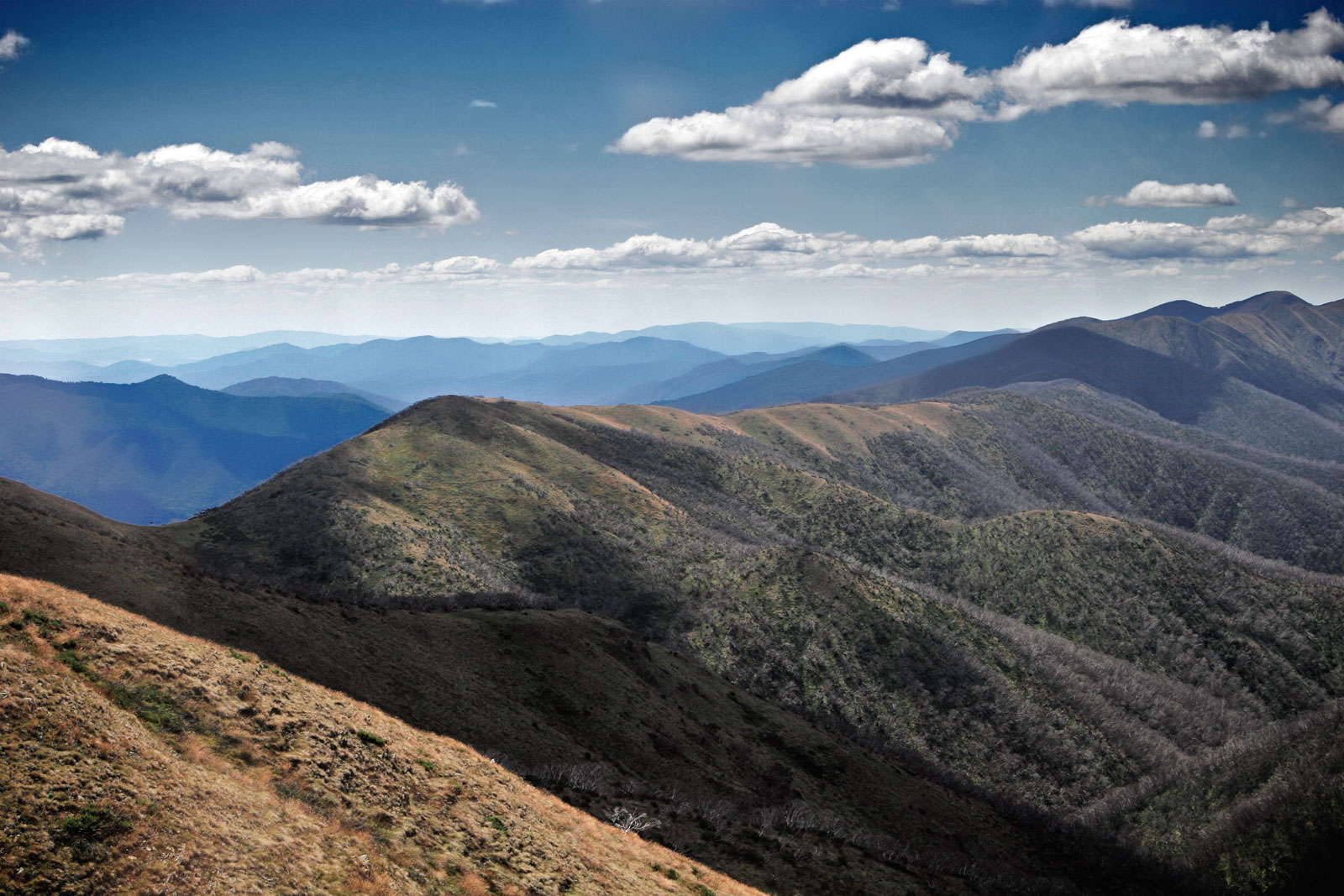
Les Serralades Australianes

Les Serralades Australianes o el Great Dividing Range (nom anglès que significa 'Gran Serralada Divisòria'), també conegudes en anglès com a Eastern Range ('Serralada Oriental'), són la cadena muntanyosa, o sistema de cadenes muntanyoses, més important d'Austràlia. Té una longitud de 3.500 km des de l'extrem nord de Queensland, i s'estén paral·lelament a la costa oriental creuant els estats de Nova Gal·les del Sud i Victòria. Una branca del sistema se submergeix dins l'estret de Bass i reapareix a Tasmània com les Serralades Centrals. Les Serralades Australianes mostren una gran variació en la seva edat geològica i la seva topografia. El mont Kosciuszko, amb 2.228 m, n'és el punt més alt, i també és el més alt de tot el continent australià. És la característica topogràfica més important d'Austràlia continental i serveix com a conca hidrogràfica definitiva per als sistemes fluvials de l'est d'Austràlia, d'aquí el nom. Les parts més altes i més accidentades de la "serranda" no necessàriament formen part de la cresta de la serra, sinó que poden ser branques i branques d'aquesta. El terme "Great Dividing Range" pot referir-se específicament a la cresta de la conca hidrogràfica de la serralada, o a tot el complex de les terres altes, incloent tots els turons i muntanyes entre la costa est d'Austràlia i les planes centrals i les terres baixes. En alguns llocs pot arribar a ser de 400 km d'ample. Els rangs notables i altres característiques que formen part del complex de rangs tenen els seus propis noms distintius.
Com a regla general, els rius a l'est/sud-est de la serralada divisoria desemboquen directament cap a l'est al Pacífic Sud i al mar de Tasmània, o cap al sud a l'estret de Bass. Els rius a l'oest de Dividing Range drenen en diverses direccions occidentals segons latituds: la conca de Murray-Darling al sud-est d'Austràlia (Darling Downs / est del sud-oest de Queensland, oest / centre de Nova Gal·les del Sud, el nord de Victòria i la regió de Murraylands / Riverland al sud-est dl'sud). Austràlia) desguassa cap al sud - oest cap a la Gran Baia d’Austràlia a través del llac costaner Alexandrina; la meitat oriental de la conca del llac Eyre a l'est central d'Austràlia (els sistemes del riu Cooper Creek i Warburton al centre / oest del sud-oest de Queensland i l'Extrem nord oriental del sud d'Austràlia) desemboquen cap al sud-oest cap a l’endorreic Kati Thanda–Lake Eyre; els nombrosos rius de l'oest de la península de Cape York al nord-est d'Austràlia (Nord / Extrem North Queensland) desemboquen cap a l'oest o cap al nord-oest directament al golf de Carpentaria.
La Gran Serralada s'estén per més de 3.500 km des de l'illa Dauan, a l'estret de Torres, a l'extrem nord de la península del cap de York, recorrent tota la longitud de la costa oriental a través de Queensland i Nova Gal·les del Sud, després girant cap a l'oest a través de Victòria abans d'esvair-se finalment a les planes de Wimmera com a turons ondulants a l'oest de la comarca dels Grampians. L'amplada de la gamma varia d'uns 260 km a més de 300 km. La zona del Greater Blue Mountains, les selves tropicals de Gondwana i les zones del patrimoni mundial dels tròpics humits de Queensland es troben a la serralada.

## Geografia
La Serralada Divisòria no consta d'una única cadena muntanyosa contínua, sinó que és un conjunt combinat de serralades, altiplans, zones muntanyoses i escarpes amb una història geològica antiga i complexa. El nom de la divisió fisiogràfica de la massa terrestre s'anomena Cordillera d'Austràlia Oriental. En alguns llocs el terreny és relativament pla, format per turons molt baixos. Normalment les terres altes oscil·len entre 300 a 1600 m d'altitud. Les muntanyes i altiplans, que consisteixen en calcàries, gres, quarsitas, esquists i dolomita, han estat creades per processos de fallada i plegament.

## Clima

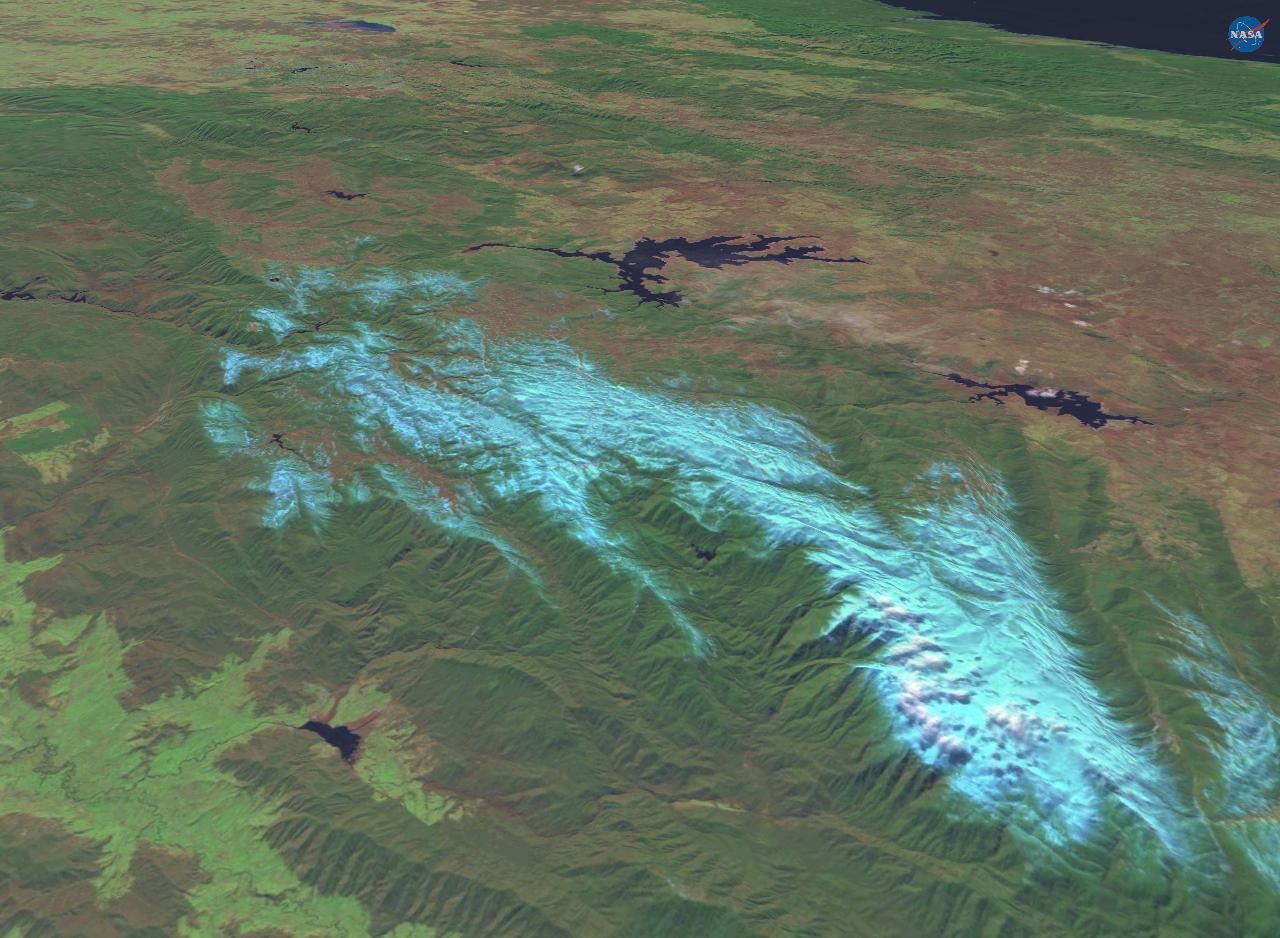
Les planes de Monaro (a dalt a la dreta) són més seques que els verds vessants occidentals (a baix a l'esquerra), ja que es troben a l'ombra de la pluja. (Vista de la regió de les muntanyes nevades)

La forta pujada entre les terres baixes costaneres i les terres altes orientals ha afectat el clima d'Austràlia, principalment a causa de les precipitacions orogràfiques, i aquestes zones de relleu més alt han revelat un país de gorges impressionant. Les zones a l'est de la serralada al sud de NSW solen experimentar un efecte Föhn, que és un vent sec originari de la Gran Serralada Divisoria que augmenta bruscament la temperatura de l'aire a sotavent d'aquesta serralada i redueix la humitat atmosfèrica. Aquest vent sec, que augmenta el perill d'incendi en els mesos càlids, es produeix a causa de l'obstrucció orogràfica parcial de l'aire de baix nivell relativament humit i la disminució de l'aire de nivell superior més sec a sotavent de les muntanyes. L'aire més sec s'escalfa més a causa de la compressió adiabàtica a mesura que baixa pels vessants de sotavent, formant una ombra de pluja.
A l'estació fresca, la Gran Serralada divisoria protegiria gran part del sud-est (és a dir Sydney, Central Coast, Hunter Valley, Illawarra, the ACT, Monaro i South Coast) de les explosions polars del sud-oest que s'originen a l'oceà Austral, que porten pluja gelada, aigualit i nevades al costat de contravent de les serres, com ara a les regions Central Tablelands, South West Slopes i Snowy Mountains, totes amb hiverns més humits. Al estar a l'extrem occidental exposat de la Gran Serralada Divisoria, llocs com Crookwell, Bright, Khancoban, Myrtleford, Batlow, Tumut i els de West Gippsland (és a dir, la vall de Latrobe i el promontori de Wilsons) reben precipitacions importants a l'hivern i, per tant, són a vent; mentre que Cooma, Goulburn, Omeo, Bowral, Bombala, Nimmitabel i Canberra, a la vora oriental de la Gran Serralada Divisoria, són relativament més càlides i seques, sobretot a l'estació fresca, per la qual cosa es troben al costat de sotavent, a més d'estar protegits de tant els fluxos orientals com els sistemes frontals occidentals a causa de les seves posicions intercalades.
A més, Oberon, Delegate, Lithgow, Shooters Hill i Sunny Corner es troben a la cresta de les serres i, per tant, estan exposats des de totes direccions, d'aquí la seva pluja distribuïda de manera uniforme. Les principals estacions d'esquí de Nova Gal·les del Sud, com Thredbo Village, Perisher i Charlotte Pass, es troben de manera transitòria entre el costat de sotavent i el costat del vent (l'antiga ciutat és més sotavent i la segona més sotavent). Tot i que reben una precipitació substancial de la cresta de les serres, no tenen la coberta de núvols persistent que caracteritza les ubicacions veritablement al vent a la cara oest, que són; Cabramurra, Kiandra, Mount Buller, Falls Creek, Mount Hotham i Mount Buffalo.

### Precipitació
Amb les zones de sotavent, la precipitació es deriva principalment del mar de Tasmània a l'est, ja que la Gran Serralada divisoria bloqueja els fronts freds de l'oest de l'oceà Austral (que acostumen a arribar entre l'hivern i principis de primavera). Per tant, els hiverns a les zones de sotavent són més secs (a causa de l'efecte foehn) i els estius són relativament humits. Pel que fa a les zones de barlovento, es rep poca o cap precipitació del mar de Tasmània cap a l'est a causa de les grans distàncies i de la Gran Serralada Divisoria; en canvi, la precipitació deriva de l'Oceà Índic Meridional i de l'Oceà Austral, avançant cap a l'est o cap al nord-est a través de Victòria. Els hiverns a les zones de barlovento són generalment humits i els estius solen ser (relativament) secs. Les zones de transició poden estar exposades tant a fronts occidentals com a fluxos est, on presenten pluges força uniformes.

## Història

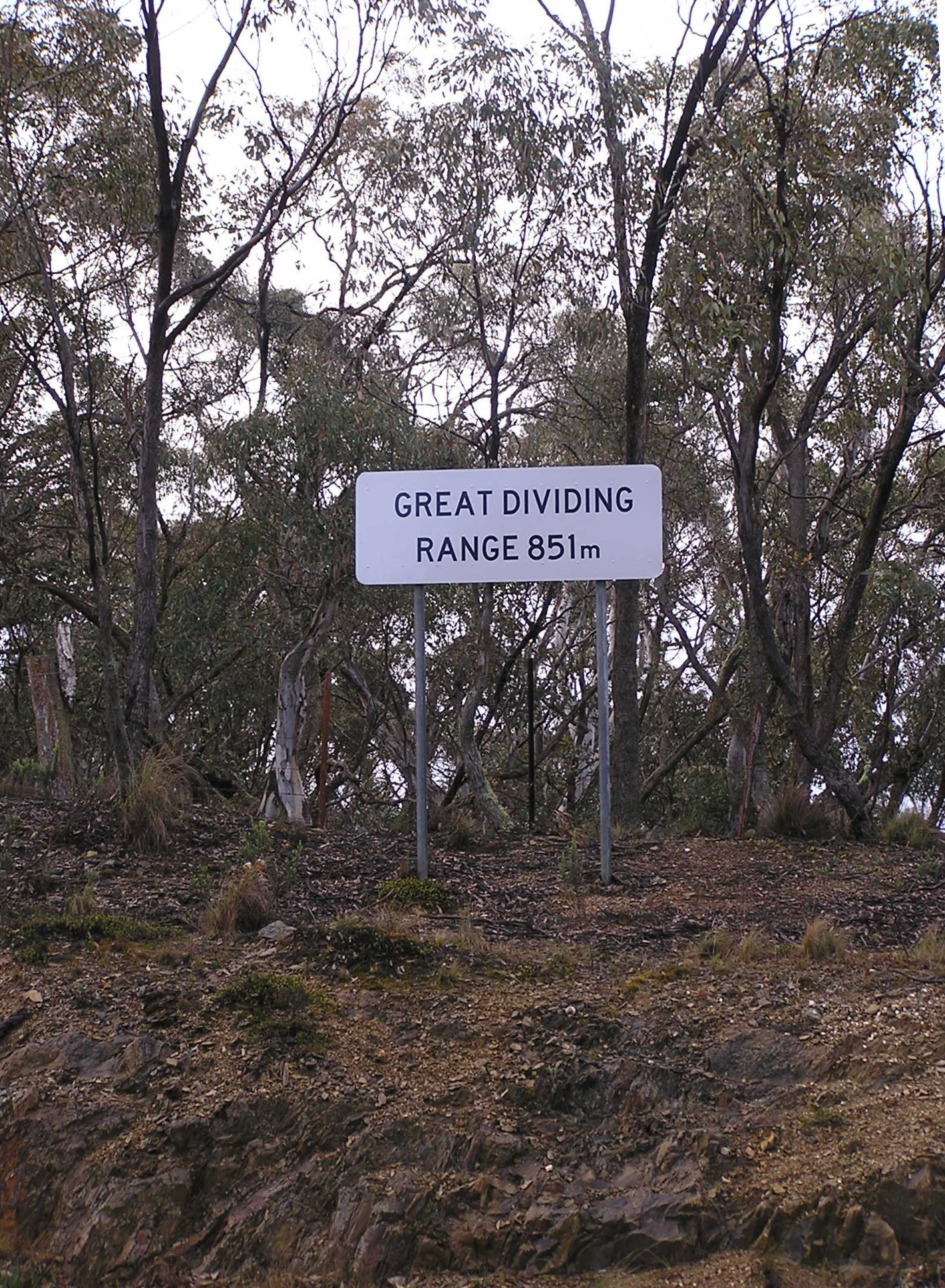
Cartell de Great Dividing Range a la Kings Highway entre Braidwood i Bungendore, Nova Gal·les del Sud

La Gran Serralada Divisoria es va formar durant el període Carbonífer, fa més de 300 milions d'anys, quan Austràlia va xocar amb el que ara són parts d'Amèrica del Sud i Nova Zelanda. La serralada ha experimentat una erosió important des d'aleshores. (Vegeu Geologia d'Austràlia.)
Durant desenes de milers d'anys abans de la colonització britànica, les serralades van ser la llar de diverses nacions i clans aborígens australians. En alguns llocs queden evidències de la seva forma de vida tradicional, com ara coves decorades, càmpings i senders utilitzats per viatjar entre les regions costaneres i de l'interior. Molts descendents d'aquestes nacions encara existeixen avui dia, i alguns segueixen sent els propietaris i custodios tradicionals de les seves terres.
Després de la colonització britànica el 1788, les serralades van ser un obstacle per a l'exploració i l'assentament dels colons britànics. Encara que no era alt, parts de les terres altes eren molt accidentades. Travessar les Muntanyes Blaves va ser especialment difícil a causa de la idea equivocada que s'havien de seguir els rierols en lloc de les carenes, i les muntanyes gairebé impenetrables, laberíntiques i de pedra sorrenca. Encara que l'obstacle més descoratjador per a l'expansió occidental de la colònia, les Muntanyes Blaves es troben en realitat a l'est de la conca hidrogràfica que divideix el sistema Hawkesbury - Nepean i el sistema Murray-Darling, l'autèntica Gran Serralada Divisoria. La conca hidrogràfica d'aquesta zona es troba a l'oest de Lithgow, passant prop de la localitat de Mt Lambie i el poble de Capertee. Allà, com en alguns altres llocs de Nova Gal·les del Sud, la Gran Divisió és només un lleuger augment de la topografia circumdant.
Sabent que els aborígens locals ja havien establert rutes que travessen la serralada i fent ús de senders per a peu aborígens, els europeus finalment van descobrir una ruta útil a la part superior de la cresta directament a l'oest des de Sydney a través de les Muntanyes Blaves fins a Bathurst per una expedició dirigida conjuntament per Gregory Blaxland, William Lawson i William Charles Wentworth. Més tard, les ciutats de les Muntanyes Blaves van rebre el nom de cadascun d'aquests homes. Aquest va ser l'inici del desenvolupament dels districtes agrícoles de l'interior de Nova Gal·les del Sud. Els convictes van construir una carretera cap a Blaxland en sis mesos. Es van descobrir rutes més fàcils cap a l'interior de Nova Gal·les del Sud cap a Goulburn al sud-oest, i cap a l'oest des de Newcastle.
Les exploracions posteriors es van fer a través i al voltant de les serres per Allan Cunningham, John Oxley, Hamilton Hume, Paul Edmund Strzelecki, Ludwig Leichhardt i Thomas Mitchell. Aquests exploradors es preocupaven principalment per trobar i apropiar-se de bones terres agrícoles.
A finals de la dècada de 1830 s'havien explorat les terres de pastura més fèrtils adjacents a les serralades, apropiades dels habitants tradicionals i algunes instal·lades. Aquestes incloïen les regions de Gippsland i Riverina al sud, fins a les planes de Liverpool i els Darling Downs al nord.
Posteriorment es van establir diverses vies per carretera i ferrocarril a través de moltes parts de les serres, encara que moltes zones romanen allunyades fins als nostres dies. Per exemple, a l'est de Victòria només hi ha una carretera important que travessa les terres altes de nord a sud, la Great Alpine Road.

## Components naturals

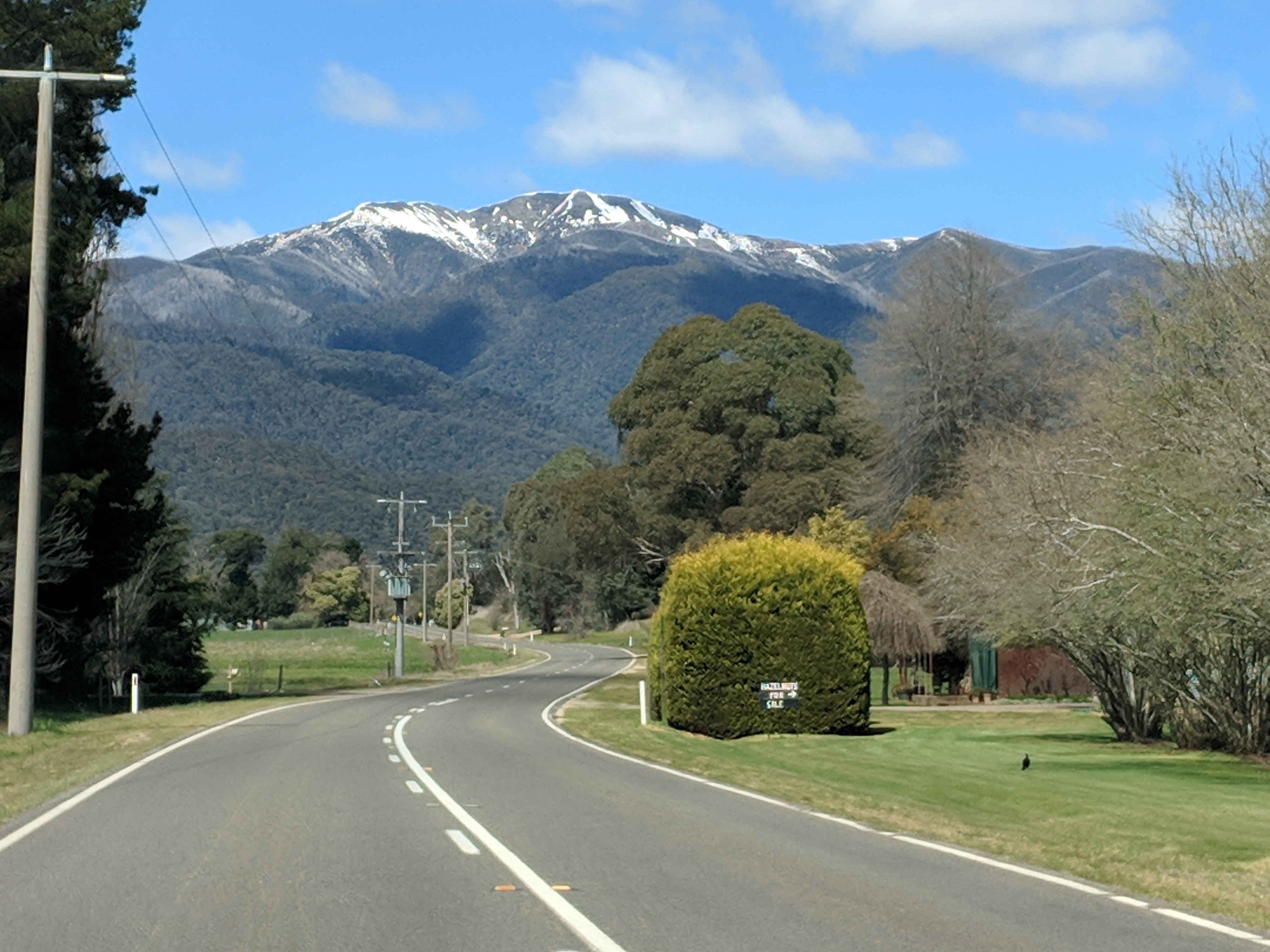
Mt Feathertop vist des de Smoko

Les parts de les terres altes que consistien en terres relativament planes i, segons els estàndards australians, ben regades es van desenvolupar per a usos agrícoles i ramaders. Aquestes àrees inclouen l’Atherton Tableland i Darling Downs a Queensland, i les Northern Tablelands, Southern Highlands i Southern Tablelands a Nova Gal·les del Sud. Altres parts de les terres altes són massa accidentades per a l'agricultura i s'han utilitzat per a la silvicultura. Moltes parts de les terres altes que no es van desenvolupar ara estan incloses als Parcs Nacionals.
Totes les zones alpines del Continent australià, inclosa la seva muntanya més alta, el Mont Kosciuszko (2.228 m), formen part d'aquesta serralada, anomenada Main Range. Les zones més altes del sud de Nova Gal·les del Sud i l'est de Victòria es coneixen com els Alps Australians.
El nucli central de la Gran Serralada Divisoria està esquitxat de centenars de cims i està envoltat per moltes serralades més petites o contraforts, canyons, valls i planes d'importància regional. Algunes de les planes principals inclouen les altes planures del sud-est d'Austràlia, les terres altes del sud, les terres altes centrals i les planes altes de Bogong de Victòria. Altres altiplans que es consideren part de la Gran Serralada Divisoria són l’Atherton Tableland, la regió vinícola de Canberra i les Southern Tablelands.
Les serres Dandenong, Barrington ToTopes muntanyes Bunya, les Muntanyes Blaves d'Austràlia, Liverpool Range, McPherson Ranges i la serralada Moonbi són alguns dels contraforts i serres més petites que conformen la serralada divisòria més gran. Altres serralades i altiplans notables que formen part de les Serralades Australianes inclouen la serralada de Liverpool, la serralada de Mount Royal i el districte de Monaro. Mentre que alguns dels cims de les terres altes assoleixen cotes respectables de poc més de 2000 m, l'edat de la serra i la seva erosió fan que la majoria de les muntanyes siguin poc escarpades, i pràcticament a tots els cims s'hi pugui arribar sense equipament d'alpinisme.
En algunes zones, com les muntanyes nevades, els Alps victorians, el Scenic Rim i les escarpes orientals de la regió de Nova Anglaterra, les terres altes formen una barrera important. L'escarpa oriental és el lloc de nombroses cascades espectaculars formades pels rius que s'enfonsen als altiplans. En altres zones els desnivells són suaus i en alguns llocs el rang amb prou feines és perceptible.
Els passos coneguts de la gamma inclouen Coxs Gap, Cunninghams Gap, Dead Horse Gap, Nowlands Gap i Spicers Gap.
Les principals ciutats situades a les zones altes de la serralada inclouen Canberra, Toowoomba i els suburbis exteriors de Sydney, Melbourne, Brisbane, Gold Coast i Cairns al nord de Queensland. Molts pobles i ciutats es troben a la serralada, i també a les zones baixes i contraforts adjacents a les terres altes. Hi ha una forta història natural i una vinculació cultural a la regió de Dividing Range a les ciutats i a moltes propietats de terra, de vegades remotes. Algunes de les ciutats/ciutats situades a la serralada inclouen:
| - Canberra - ACT - Albury - NSW - Queanbeyan - NSW - Goulburn - NSW - Cooma - NSW - Jindabyne - NSW - Katoomba, New South Wales - NSW - Lithgow, New South Wales - NSW - Oberon, New South Wales - NSW - Bowral - NSW - Yass, New South Wales - NSW | - Cowra - NSW - Bathurst, New South Wales - NSW - Orange, New South Wales - NSW - Mudgee - NSW - Cessnock, New South Wales - NSW - Inverell - NSW - Glen Innes, New South Wales - NSW - Gunnedah - NSW - Singleton, New South Wales - NSW - Armidale - NSW - Tamworth, New South Wales - NSW - Narrabri - NSW - Coonabarabran - NSW - Scone, New South Wales - NSW - Dorrigo, New South Wales - NSW - Walcha, New South Wales - NSW - Guyra - NSW - Tenterfield - NSW | - Roma, Queensland - Qld - Gatton, Queensland - Qld - Dalby, Queensland - Qld - Beaudesert, Queensland - Qld - Toowoomba - Qld - Stanthorpe - Qld - Warwick, Queensland - Qld - Kingaroy - Qld - Biloela - Qld - Emerald, Queensland - Qld - Moranba - Qld - Clermont, Queensland - Qld - Charters Towers - Qld - Atherton, Queensland - Qld - Mareeba - Qld | - Omeo - Vic - Healesville - Vic - Gisborne, Victoria - Vic - Ballarat - Vic - Bendigo - Vic - Ararat, Victoria - Vic - Stawell, Victoria - Vic - Benalla - Vic - Castlemaine, Victoria - Vic - Kyneton - Vic - Maryborough, Victoria - Vic - Shepparton - Vic - Wodonga - Vic - Wangaratta - Vic |

### Captacions d'aigua

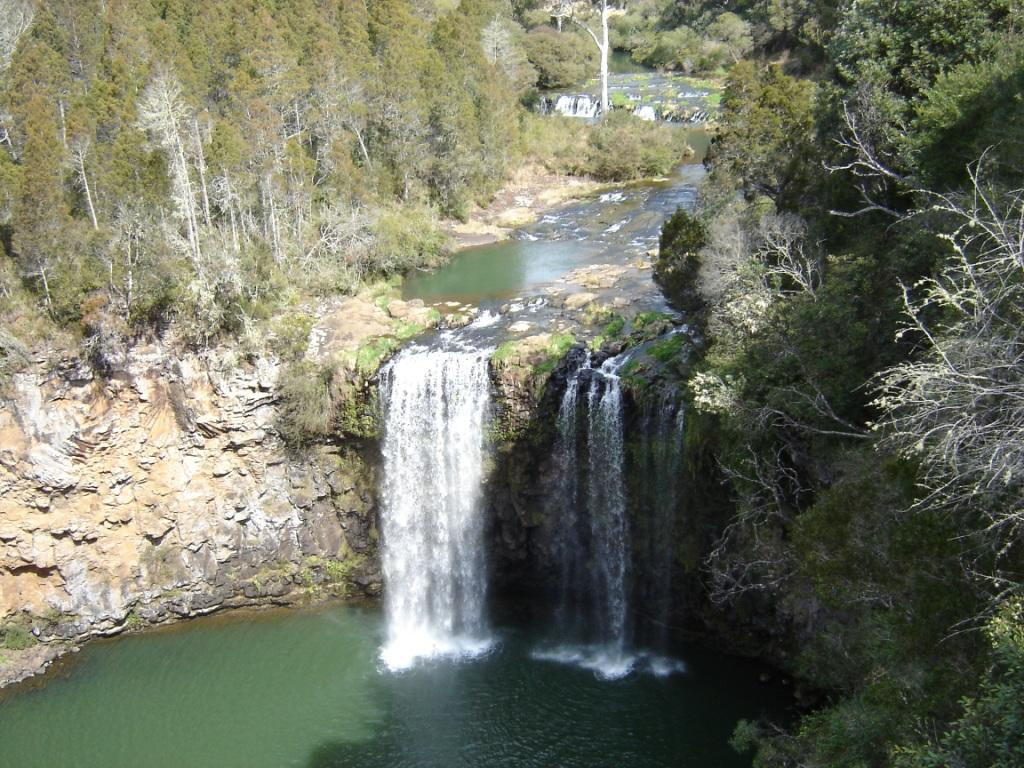
Algunes de les cascades més espectaculars d'Austràlia, com Dangar Falls a Dorrigo, Nova Gal·les del Sud, es troben al llarg de les Serralades Australianes.

Els trams inferiors s'utilitzen per a la silvicultura, una activitat que provoca friccions amb els conservacionistes. La serralada també és la font de pràcticament tot el subministrament d'aigua de l'est d'Austràlia, tant a través de l'escorrentia capturada a les preses, com a gran part de Queensland, a través de la Gran Conca Artesiana.
Les valls al llarg de la cadena de muntanyes han donat una font d'aigua per a importants embassaments i projectes de subministrament d'aigua com l’Esquema de l'Upper Nepean, el de les Muntanyes Nevades i la presa de Warragamba.
L’esquema Bradfield s'ha plantejat com una manera de transportar aigua des dels tròpics humits de Queensland, a la costa nord-est de l’extrem nord de Queensland, a través d'una sèrie de preses i túnels, del sud-oest a les regions més seques de l'interior, inclòs un túnel a través de la Gran Serralada Divisoria fins al riu Flinders després un túnel cap a Torrens Creek al Parc Nacional de les Muntanyes Blanques desemboca al sud al riu Thompson / Cooper Creek, part de la conca Eyre. S'han proposat moltes altres variacions.
La Gran Serralada divisòria crea les conques hidrogràfiques de la divisió de drenatge de la costa sud-est d'Austràlia i la divisió de drenatge de la costa nord-est d'Austràlia, l'aigua de la qual flueix cap a la costa est i cap a l'oceà Pacífic, el Mar de Tasmània i l'estret de Bass amb el Murray occidental que flueix cap a l'interior, allunyat de la costa cap a les planes interiors.
Alguns dels rius que flueixen a l'oest de les serres inclouen el riu Condamine, el riu Flinders, el riu Herbert, el riu Lachlan, el riu Macdonald, el riu Macintyre i el riu Namoi. Els rius que flueixen al nord a la conca Murray-Darling des de Victòria inclouen els rius Goulburn, Mitta Mitta, Kiewa, Ovens, King, Loddon i Campaspe. Els rius que flueixen a l'est a l'oceà Pacífic inclouen el riu Brisbane, el riu Burdekin, el riu Burnett, el riu Clarence, el riu Fitzroy, el riu Hastings, el riu Hawkesbury, el riu Hunter, el riu Karuah, el riu Macleay, el riu Mary, el riu Richmond i el riu Shoalhaven. Els que flueixen cap al sud, principalment a través de Victòria, inclouen els rius Snowy, Cann, Tambo, Mitchell, Latrobe, Thomson, Yarra, Werribee, Hopkins i Glenelg.

## Característiques
En alguns colls alts, la serralada ofereix llocs frescos adequats per a vinyes.

### Ferrocarrils

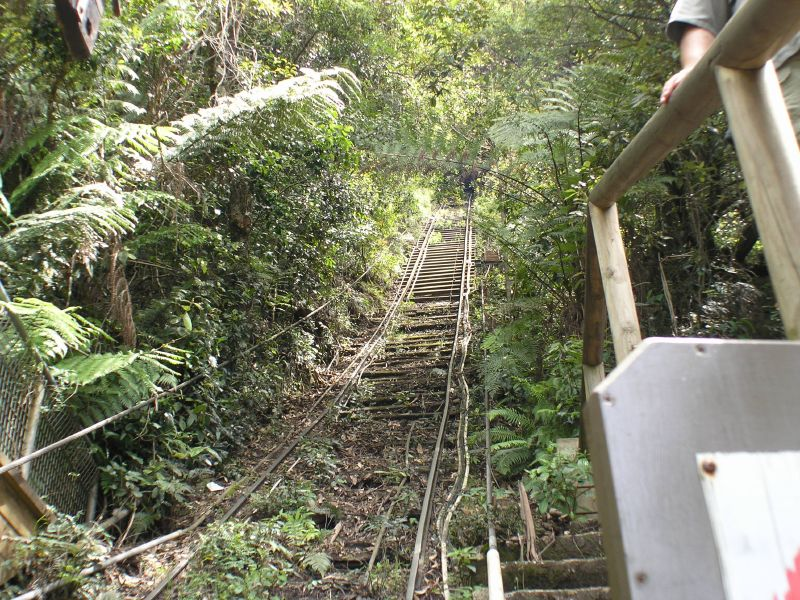
Una sèrie de ferrocarrils escènics, com aquest a Scenic World, Katoomba, pugen diverses rutes més curtes al llarg de la serralada.

Els enginyers dels primers passos ferroviaris a través de la Gran Serralada necessitaven trobar seccions baixes de la serra per creuar, així com camins de "baix" gradient adequats per les muntanyes a banda i banda. Els passos ferroviaris inclouen:
- Townsville-Mt Isa

- Rockhampton-Winton

- Brisbane–Toowoomba (1867) (gradient del 2,0%)

- Newcastle–Tamworth (c 1870), cim al túnel Ardglen (2073' HASL)

- La línia de ferrocarril Sandy Hollow-Gulgong va començar a la dècada de 1930 fins a Maryvale (línia ferroviària principal occidental), es va completar la dècada de 1980 fins a Gulgong, cim a l'oest d’Ulan. La travessa més baixa de NSW.

- Sydney–Lithgow (1869), travessant la serralada a través de les Muntanyes Blaves (3,00% de pendent)[20]

- Sydney–Goulburn (1869), encara que la divisió es troba en realitat uns quants quilòmetres més a l'oest prop de l'encreuament amb Parkesbourne Road prop de Cullerin. Els propers 300 El quilòmetre que baixava fins a Wagga Wagga era originalment ràpid, però la regradació a la dècada de 1920 va introduir moltes corbes.

- Melbourne–Seymour, travessant la serralada prop de Heathcote Junction (1872) (2,08% de desnivell)

- Melbourne–Bendigo, travessant la serralada prop de Woodend (1862)

- Melbourne–Ararat (1875) via Ballarat

### Transport per carretera
Moltes de les carreteres d'Austràlia com ara l’Alpine Way, Great Alpine Road, Snowy Mountains Highway, Hume Highway, Illawarra Highway, Northern Highway, Melba Highway, Maroondah Highway, Midland Highway, Pyrenees Highway, Sunraysia Highway, Monaro Highway, Olympic Highway, Newell Highway,, Lachlan Valley Way, Barton Highway, Federal Highway, Kings Highway, Great Western Highway, Mitchell Highway, Mid-Western Highway, Castlereagh Highway, Mulligan Highway, Capricorn Highway, Cunningham Highway, Gore Highway, Flinders Highway, Gregory Down Highway, Peak Down Highway, Dawson Highway, New England Highway, Golden Highway, Bruxner Highway, Gwydir Highway, Oxley Highway, Warrego Highway, Summerland Way, Waterfall Way, Thunderbolts Way, la Calder Highway, la Western Highway i la Murray Valley Highway travessen parts de la serralada.

### Àrees protegides
Gran part es troba dins d'una successió de parcs nacionals i altres reserves. La majoria dels parcs nacionals s'enumeren a continuació, i gairebé el doble d'aquesta quantitat de boscos estatals.
| - Alpine National Park – Vic - Annan River National Park - Qld - Apudthama National Park - Qld - Bago Bluff National Park - NSW - Bald Rock National Park – NSW - Barrington Tops National Park – NSW - Baw Baw National Park – Vic - Bellinger River National Park - NSW - Blackbraes National Park - Qld - Blackdown Tableland National Park - Qld - Blue Mountains National Park – NSW - Border Ranges National Park – NSW - Brindabella National Park – NSW - Brisbane Ranges National Park – Vic - Budawang National Park – NSW - Budderoo National Park - NSW - Bunya Mountains National Park – Qld - Burrowa-Pine Mountain National Park – Vic - Cape Melville National Park - Qld - Carnarvon National Park – Qld - Cathedral Rock National Park – NSW - Conimbla National Park - NSW - Conondale National Park – Qld - Cottan-Bimbang National Park - NSW - Cunnawarra National Park – NSW - Daintree National Park – Qld - Dandenong Ranges National Park – Vic - Deua National Park – NSW - Dharug National Park – NSW - Dipperu National Park - Qld | - Forty Mile Scrub National Park – Qld - Gibraltar Range National Park – NSW - Girraween National Park – Qld/NSW - Girringun National Park - Qld - Goobang National Park - NSW - Goulburn River National Park - NSW - Grampians National Park – Vic - Greater Bendigo National Park - Vic - Guy Fawkes River National Park – NSW - Hann Tableland National Park - Qld - Heathcote-Graytown National Park- Vic - Humboldt National Park - Qld - Kanangra-Boyd National Park – NSW - Kara Kara National Park - Vic - Koreelah National Park - NSW - Kosciuszko National Park – NSW - Kroombit Tops National Park - Qld - Kulla National Park – Qld - Kumbatine National Park - NSW - Kuranda National Park – Qld - Lake Eildon National Park – Vic - Lamington National Park – Qld - Lockyer National Park - Qld - Macalister Range National Park – Qld - Main Range National Park – Qld - Morton National Park – NSW - Mount Buffalo National Park – Vic - Mount Kaputar National Park - NSW - Mount Lewis National Park – Qld - Mowbray National Park – Qld | - Mummel Gulf National Park – NSW - Namadgi National Park – ACT - Nattai National Park – NSW - New England National Park – NSW - Nowendoc National Park – NSW - Nymboida National Park - NSW - Oxley Wild Rivers National Park – NSW - Oyala Thumotang National Park - Qld - Paluma Range National Park - Qld - Ravensbourne National Park - Qld - Snowy River National Park – Vic - South East Forests National Park – NSW - Springbrook National Park- Qld - Starcke National Park - Qld - Sundown National Park – Qld - Tapin Tops National Park - NSW - Towarri National Park - NSW - Toonumbar National Park – NSW - Ulidarra National Park - NSW - Undara Volcanic National Park – Qld - Wadbilliga National Park – NSW - Washpool National Park – NSW - Werrikimbe National Park – NSW - White Mountains National Park – Qld - Willi Willi National Park - NSW - Woko National Park - NSW - Wollemi National Park – NSW - Wollumbin National Park - NSW - Woomargama National Park - NSW - Wooroonooran National Park - Qld - Yarra Ranges National Park – Vic - Yengo National Park – NSW |

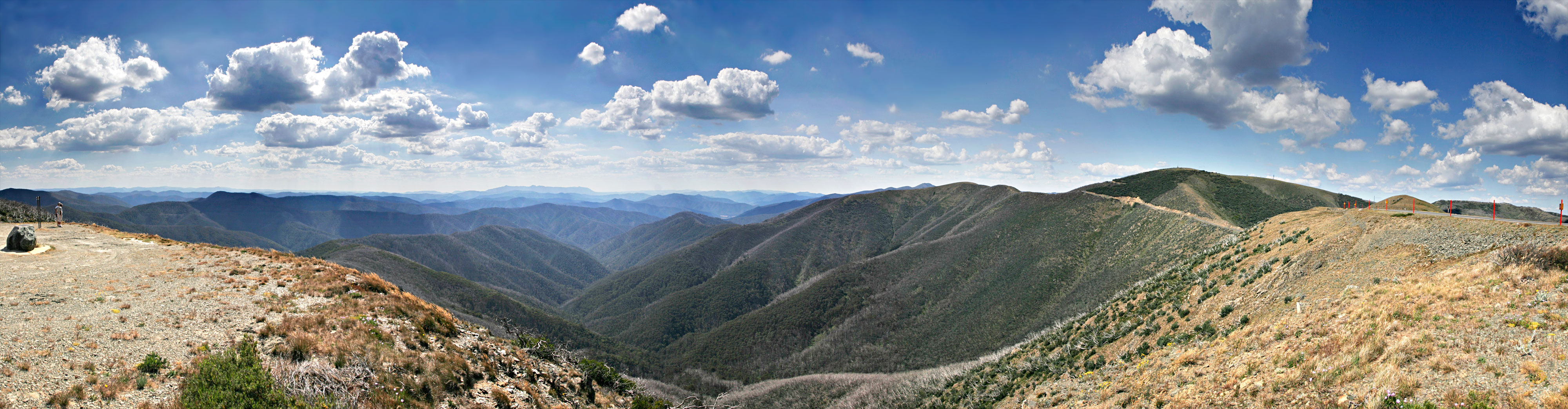
La Gran Serralada Divisoria, vista des de prop de Mount Hotham, Victòria

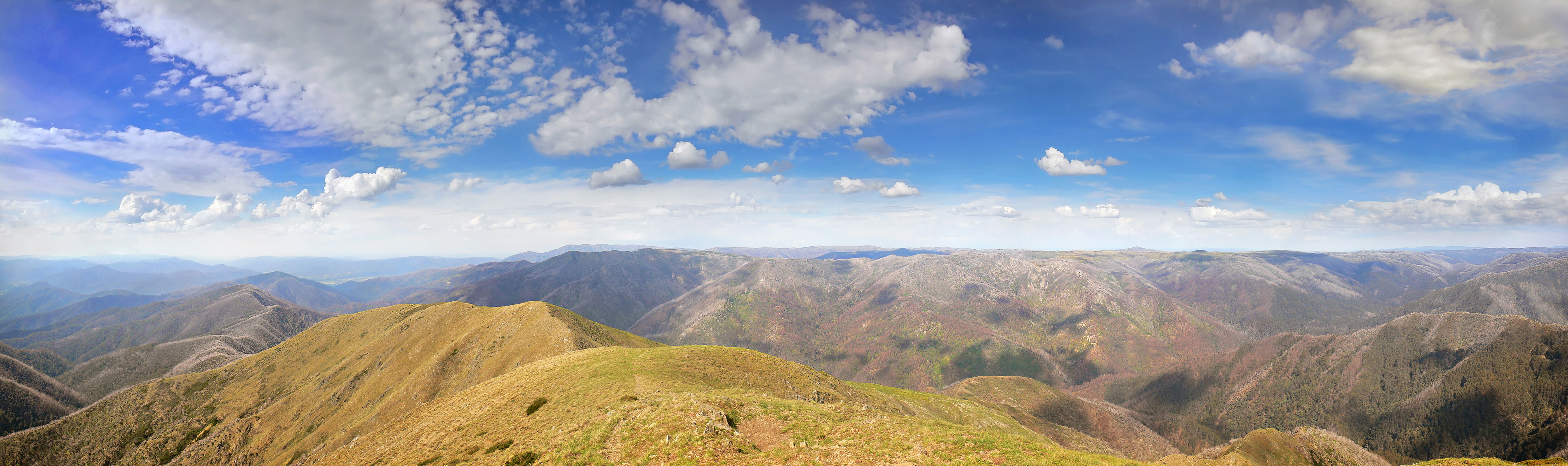
La vista des del cim del Mont Feathertop, orientat al nord-est, mostra els Fainters i altres muntanyes